# Marie Heurtin (film)
Pour les articles homonymes, voir Marie Heurtin (homonymie).
Pour plus de détails, voir Fiche technique et Distribution.
Marie Heurtin est un film biographique français écrit et réalisé par Jean-Pierre Améris, sorti en 2014. Il s'agit d'une narration sur une jeune fille sourde et aveugle de naissance, Marie Heurtin, à la fin du XIXe siècle.
Il est sélectionné hors compétition « Piazza Grande » au Festival international du film de Locarno en août 2014 où il remporte le prix Variety Piazza Grande.

## Synopsis
En 1897, un artisan modeste interne sa propre fille Marie Heurtin chez les Filles de la Sagesse parce qu'elle est sourde et aveugle de naissance et qu'elle est incapable de communiquer. Intriguée, la sœur Sainte-Marguerite s'occupe d'elle, tente de lui apprendre la langue des signes et à vivre en communauté.

## Fiche technique
- Titre original : Marie Heurtin
- Titre international : Mary’s Story
- Réalisation : Jean-Pierre Améris
- Scénario : Jean-Pierre Améris et Philippe Blasband
- Décors : Franck Schwarz
- Costumes : Danièle Colin-Linard
- Photographie : Virginie Saint-Martin
- Son : Laurent Lafran
- Musique: Sonia Wieder-Atherton
- Montage : Anne Souriau
- Production : Sophie Révil
- Sociétés de production : Escazal Films ; France 3 Cinéma et Rhône-Alpes Cinéma, SOFICA Cinémage 8
- Société de distribution : Diaphana Distribution
- Budget : 2 490 000 euros[2]
- Pays d'origine :  France
- Langues originales : français et langue des signes française
- Format : couleur
- Genre : biographique
- Durée : 95 minutes
- Dates de sortie :
  -  Suisse : 10 août 2014 (Festival international du film de Locarno)
  -  Belgique,  France : 12 novembre 2014 (nationale)
  -  Suisse romande : 26 novembre 2014[3] (nationale)

## Distribution
- Ariana Rivoire : Marie Heurtin
- Isabelle Carré : Sœur Sainte-Marguerite
- Brigitte Catillon : Mère Supérieure
- Noémie Churlet : Sœur Raphaëlle
- Gilles Treton : le père de Marie Heurtin
- Laure Duthilleul : la mère de Marie Heurtin
- Martine Gautier : Sœur Véronique
- Patricia Legrand : Sœur Joseph
- Christophe Tourrette : le curé de Mazière

## Production

### Développement
Après L'Homme qui rit avec Marc-André Grondin et Gérard Depardieu en 2012, Jean-Pierre Améris se penche sur l'histoire vécue de Marie Heurtin auprès du scénariste de toujours Philippe Blasband. Il s'agit d'une sourde et aveugle de naissance à la fin des années 1890 que son père fit interner à l’Institut de Larnay à Biard où se trouvait Sœur Sainte-Marguerite qui s’occupa d'elle. « Les deux femmes vont créer une relation fusionnelle. C’est presque un amour maternel », résume le réalisateur.

### Auditions
Le réalisateur retrouve Isabelle Carré avec qui elle a travaillé pour Les Émotifs anonymes (2010). Elle apprend la langue des signes française pendant six mois.
Pour interpréter Marie Heurtin, le réalisateur l'aperçoit « sur un trottoir et j’ai tout de suite su que c’était elle qu’il me fallait » : c'est Ariana Rivoire, elle-même pensionnaire sourde de l’Institut National des Jeunes Sourds de Cognin près de Chambéry. Les interprètes sont présents sur les plateaux.

### Tournage
Le tournage débute en fin juillet 2013 dans la région Rhône-Alpes, d'abord à Montluel dans l'Ain, puis au château du Passage, à La Balme-les-Grottes et à La Salette-Fallavaux dans l'Isère jusqu'à mi-septembre 2013,,.

### Musique
Toute la musique de film est signée par la violoncelliste française Sonia Wieder-Atherton, ce qui « accompagne [le réalisateur Jean-Pierre Améris] depuis très longtemps. Très exactement depuis la sortie de la bande originale du beau film de Chantal Akerman, Histoires d’Amérique, ces chants juifs si bouleversants, si profonds, si humains ».
| 1.    | Madrigali Guerrieri et Amorosi, Libro VIII: Altri Canti d'Amor (Excerpt)  | Sonia Wieder-Atherton, Matthieu Lejeune, Sarah Lancu        | 6:20 |
| 2.    | Jeux d'enfants, After Janacek's moravian folksongs: I.                    | Sonia Wieder-Atherton                                       | 1:52 |
| 3.    | Jeux d'enfants, After Janacek's moravian folksongs: II.                   | Sonia Wieder-Atherton                                       | 1:55 |
| 4.    | Jeux d'enfants, After Janacek's moravian folksongs: III.                  | Sonia Wieder-Atherton                                       | 1:14 |
| 5.    | Jeux d'enfants, After Janacek's moravian folksongs: IV.                   | Sonia Wieder-Atherton                                       | 1:22 |
| 6.    | Jeux d'enfants, After Janacek's moravian folksongs: V.                    | Sonia Wieder-Atherton                                       | 1:26 |
| 7.    | Jeux d'enfants, After Janacek's moravian folksongs: VI.                   | Sonia Wieder-Atherton                                       | 5:21 |
| 8.    | Jeux d'enfants, After Janacek's moravian folksongs: VII.                  | Sonia Wieder-Atherton                                       | 3:14 |
| 9.    | Vespers opus 37: Nunc dimittis                                            | Sonia Wieder-Atherton, Sinfonia Varsovia, Christophe Mangou | 3:52 |
| 10.   | Variations on a Slovak folksong: Theme, Rubato                            | Sonia Wieder-Atherton, Sinfonia Varsovia, Christophe Mangou | 1:58 |
| 11.   | Variations on a Slovak folksong: Variation 1, Moderato                    | Sonia Wieder-Atherton, Sinfonia Varsovia, Christophe Mangou | 1:07 |
| 12.   | Variations on a Slovak folksong: Variation 2, Poco Allegro                | Sonia Wieder-Atherton, Sinfonia Varsovia, Christophe Mangou | 1:23 |
| 13.   | Variations on a Slovak folksong: Variation 3, Moderato                    | Sonia Wieder-Atherton, Sinfonia Varsovia, Christophe Mangou | 1:59 |
| 14.   | Variations on a Slovak folksong: Variation 4, Scherzo, Allegretto         | Sonia Wieder-Atherton, Sinfonia Varsovia, Christophe Mangou | 2:08 |
| 15.   | Variations on a Slovak folksong: Variation 5, Allegro                     | Sonia Wieder-Atherton, Sinfonia Varsovia, Christophe Mangou | 1:21 |
| 16.   | Rückert-Lieder: Ich bin der Welt abhanden gekommen                        | Sonia Wieder-Atherton, Sinfonia Varsovia, Christophe Mangou | 6:32 |
| 17.   | La Chanson de Marie (Song in remembrance of Schubert): Jewish traditional | Sonia Wieder-Atherton, Matthieu Lejeune, Sarah Lancu        | 4:41 |
| 18.   | Sicilienne, BWV. 1031                                                     | Sonia Wieder-Atherton, Frank Krawczyk                       | 2:34 |
| 19.   | Pastorale en Fa Majeur, BWV. 590: Aria                                    | Sonia Wieder-Atherton, Frank Krawczyk                       | 4:58 |
| 55:17 |                                                                           |                                                             |      |

## Accueil

### Sorties internationales
Le film est sélectionné hors compétition « Piazza Grande » en août 2014 au Festival international du film de Locarno où il remporte le prix Variety Piazza Grande.
Pour la France, il est provisoirement annoncé en octobre 2014 selon les médias, et finalement reporté au 12 novembre 2014. Il se trouve au quatrième rang du box-office des premières séances parisiennes avec 425 spectateurs sur seize copies, devant Quand vient la nuit (The Drop) de Michaël R. Roskam, Respire de Mélanie Laurent et Interstellar de Christopher Nolan qui est à la tête avec 1 046 entrées sur seize copies.

### Accueil critique
Selon AlloCiné, la note moyenne est de 3,7 pour 14 titres de presse dont cinq sur cinq de la part du Dauphiné libéré et de L'Express.
Le critique Bruno Bouvet lui donne quatre étoiles sur cinq dans le journal La Croix parce que « le film donne d'autant plus envie de croire à son message qu'il est porté par l'interprétation très juste d'Ariana Rivoire, jeune comédienne néophyte ». Thomas Baurez de Studio Ciné Live y voit « du vrai bon cinéma. Un rayon du soleil » et Guillemette Odicino de Télérama considère que, « respectueux et tendre, cet éloge de la patience touche par ses partis pris esthétiques ».

### Box-office
| Pays ou région | Box-office      | Date d'arrêt du box-office | Nombre de semaines |
| -------------- | --------------- | -------------------------- | ------------------ |
| France         | 207 358 entrées | 10 décembre 2014           | 4                  |

En une semaine, Marie Heurtin attire 83 670 spectateurs en se plaçant au dixième rang du box-office et, la semaine suivante, chute à la douzième place avec 139 146 entrées dans 234 salles.

## Distinctions

### Récompenses
- Festival international du film de Locarno 2014 - hors compétition « Piazza Grande » : Prix Variety Piazza Grande[1]

### Nominations et sélections
- Festival du film français d'Helvétie 2014 : sélection « Sélection FFFH »
- Festival international du film de Chicago 2014 : sélection « World cinema »
- Festival international du Golden Horse de Taïpei 2014 : sélection « Panorama »
- Festival de films Cinemania 2014 : sélection officielle
- Festival international du film de Palm Springs 2015 : sélection officielle
- Rendez-vous du cinéma français à Paris 2015 : « Press junket »